# Ron Agterberg
Ron Agterberg (Davos, Zwitserland, 26 mei 1969) is een voormalig Nederlands honkballer.
Agterberg gooide en sloeg rechtshandig  en kwam uit als derde honkman en af en toe als relief-pitcher.
Tussen 1985 en 1989 kwam hij uit in de lagere klassen van diverse verenigingen. Van 1991 tot 1995 studeerde hij aan het Belhaven College in Amerika waar hij ook voor het universiteitsteam uitkwam. Tussendoor kwam hij ook uit voor de Haarlem Nicols in de Nederlandse hoofdklasse in 1991, 1992 en 1993. In het seizoen 1994 ging hij voor Quick in Amersfoort spelen. In 1996 kwam hij uit voor de Twins in Oosterhout. In 1998 ging hij spelen voor Neptunus in Rotterdam waar hij zijn beste slagseizoen had met een slaggemiddelde van .384 in 43 wedstrijden. Ook als werper was dat zijn beste jaar met een 1.08 ERA en drie gewonnen en twee verloren wedstrijden. In 1999 won hij met Neptunus het landskampioenschap, de Holland Series. In 2003 kwam hij nog een jaar uit in de Belgische hoofdklasse voor de Antwerp Eagles
In 1991 werd hij geselecteerd voor het Nederlands Honkbalteam waar hij voor uitkwam tijdens het World Port Tournament van dat jaar. Hij gooide als werper 1 1/3 inning. Ook in 1994 en 1995 speelde hij met het team op dat toernooi. Ook deed hij mee aan de Europese kampioenschappen van 1997 in Parijs waar hij een slaggemiddelde van .417 haalde en met het team de zilveren medaille behaalde.
Agterberg bleef actief als honkballer tot 2002 waarna zijn maatschappelijke loopbaan ging prevaleren.